# Ghavam os-Saltaneh
Mirza Ahmad Ghavam (en persan : میرزا احمد قوام), également connu sous le nom de Ghavam os-Saltaneh (en persan : قوام‌السلطنه) (ce qui signifie en persan « La Force du Pouvoir »), né le 2 janvier 1876 - bien que d'autres sources citent 1873 ou 1875 - dans le Gilan et mort le 23 juillet 1955 à Téhéran, est un homme politique iranien. Il fut Premier ministre d'Iran à cinq reprises.
Personnage de la Révolution constitutionnaliste, il devient pour la première fois Premier ministre en 1921, et côtoiera le nouvel homme fort du pays : Reza Khan Mir Panj. Les deux hommes ayant de mauvaises relations, il est écarté du pouvoir par Reza Khan lorsque ce dernier cherche à accéder au trône en 1923. Il revient en grâce avec le poste de ministre qu'il obtient au début du règne de Mohammad Reza Pahlavi, en 1942. Il démissionnera l'année suivante quand des émeutes éclatent à Téhéran. Il redevient premier ministre en 1946, et eut un rôle très important dans la libération de l'Azerbaidjan iranien lors de la crise irano-soviétique en 1946, mais il devra quitter son poste à cause du refus de la confiance du Majles au sujet de la compagnie pétrolière iranienne qui était en projet à la suite de cette crise. Ses relations se détérioreront vite avec le souverain, qui laissera la cour intriguer contre lui. En 1952, en pleine crise de la nationalisation pétrolière, il est rappelé au pouvoir par le chah. Son gouvernement ne durera pas longtemps et il démissionnera peu après. Il meurt à Téhéran en 1955, âgé de 79, 80 ou 82 ans.
Personnage clé dans l'histoire de l'empire d'Iran, il reste cependant méconnu, son rôle dans la crise irano-soviétique ayant longtemps été amoindri jusqu'à la chute des Pahlavi, en 1979. Un certain mérite national lui est reconnu depuis.

## Jeunesse

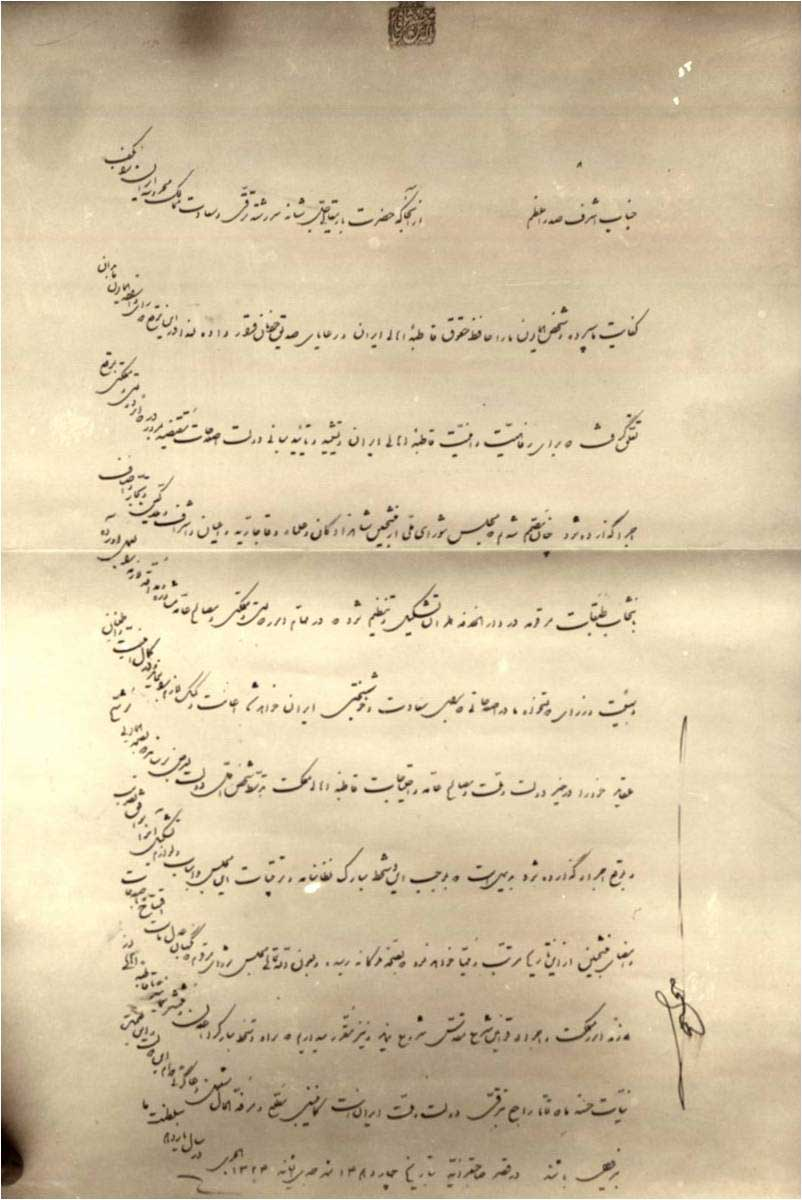
Décret sur la mise en place du Parlement Iranien (1906)

Mirza Ahmad Ghvam est né le 2 janvier 1873, 1875, 1876 ou encore 1877 dans une grande famille iranienne. Son père était Mirza Ebrahim al Motamed Saltaneh et son grand-père était Mohammad al Ghavam Dowleh. Ses ancêtres étaient depuis le début du XIXe siècle des notables fonctionnaires des rois Qâdjar. De par son père il est apparenté à trois anciens premiers ministres : Hassan Mostofi, Ahmad Matin-Daftari et Mohammad Mossadegh. De par sa mère il est apparenté à l'ancien premier ministre Mirza Ali Khan Amin al Dowleh. Son frère aîné Hassan Vosough fut également plusieurs fois premier ministre.
Ghavam est entré à la cour du roi Qajar Mozaffaredin Shah en tant que scribe en 1898. Avec le temps, Ghavam devint Dabir-e Hozoor (secrétaire privé) du Shah. Il a notamment formulé la déclaration signée par Mozaffar ad-Din Shah le 5 août 1906 décret sur la création d'un Parlement iranien. Il acquiert son titre de Ghavam os-Saltaneh au cours de la révolution constitutionnelle de l'Iran.

## Carrière politique

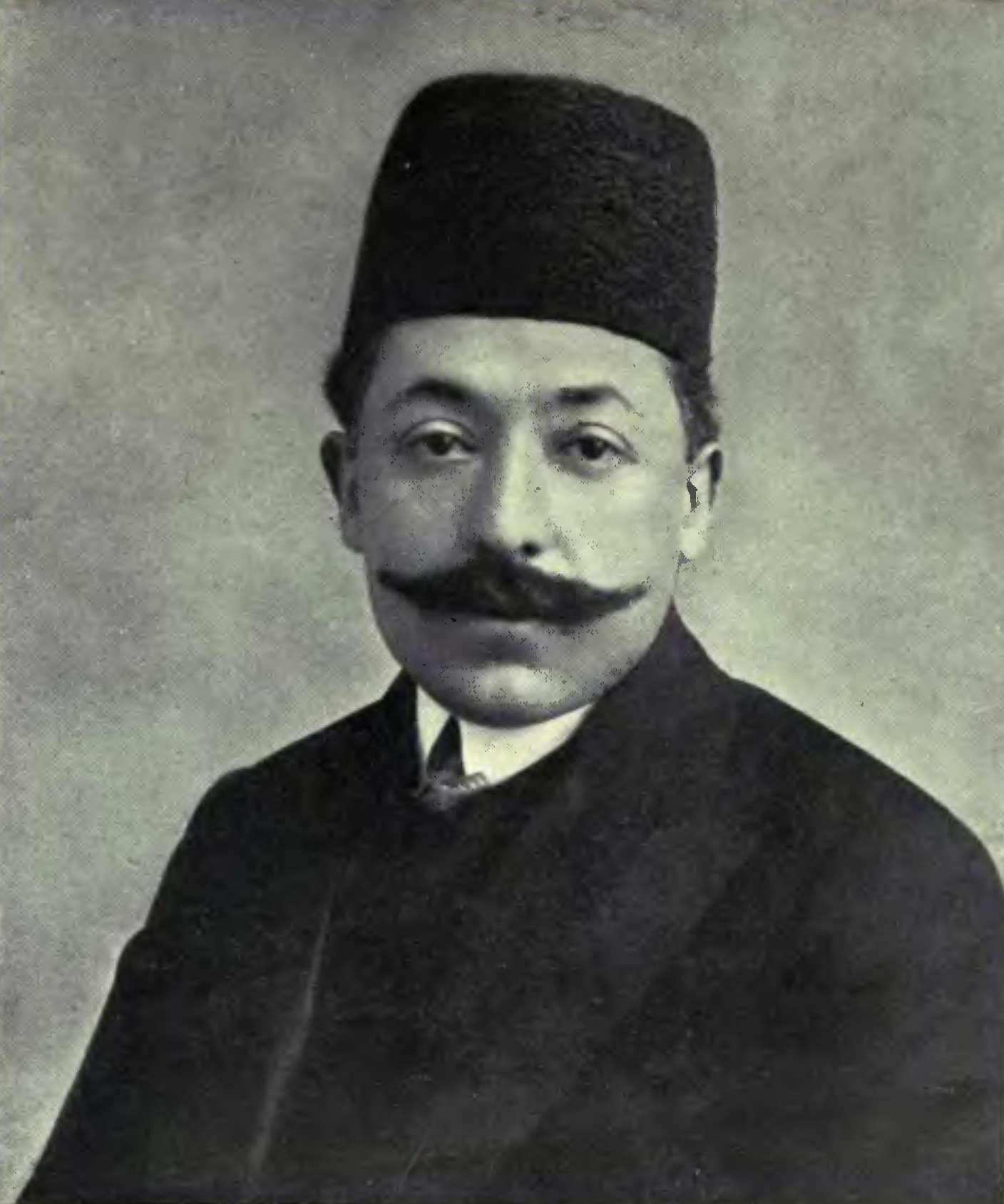
Ghavam os-Saltaneh, alors gouverneur du Khorrasan, vers 1918.

### Ministre
Après l'introduction des élections, la mise en place d'un parlement et la mise en place d'un gouvernement légitime par le Parlement, Ghavam devint ministre de l'Intérieur en 1911. Avec l'aide des officiers suédois Ghavam, plus tard ministre de l'Intérieur, fonda la gendarmerie et la police nationale pour sécuriser les routes. Au fil des années, il acquit la réputation d'un excellent expert en gestion. Il a gravi les échelons jusqu'à devenir ministre de la justice en 1909 puis ministre de l'intérieur l'année suivante.
Entre 1914 et 1918, Ghavam est ministre des Finances, puis ministre de l'Intérieur. En 1918, il est nommé gouverneur du Khorasan. Ghavam devait cette position à son frère aîné Hassan Vosough, qui était devenu premier ministre en août 1918. Fin 1918, Ahmad Shah, le dernier des rois Qâdjar, tenta de destituer Ghavam comme gouverneur de Khorrasan, car Ahmad Shah avait vendu le poste de gouverneur de Mashhad, capitale de la province de Khorrasan, à son oncle Nosrat al-Saltaneh. Les frais postaux à cette époque étaient une source principale de revenus pour le gouverneur, avec lequel il finançait son salaire, les responsables de l'administration et les forces de sécurité locales. Et Ghavam avait refusé de partager. Le Premier ministre Ahmad Vosough força le shah à révoquer la licence . Trois ans plus tard, il accède pour la première fois au poste de premier ministre.
En 1921, un coup d'État porte Seyyed Zia'eddin Tabatabai au pouvoir. Le nouveau premier ministre Tabatabai enseigna à tous les gouverneurs du nouvel équilibre politique du pouvoir. Ghavam et son parent Mohammad Mossadegh, qui était gouverneur de Fars à ce moment, refusèrent de reconnaître l'autorité de Tabatabai comme nouveau premier ministre refusèrent de recevoir des ordres du gouvernement central de Téhéran en conséquence. Puis Tabatabai ordonna l'arrestation de nombreux anciens ministres et des représentants du gouvernement, qu'il avait accusé de corruption. Parmi eux, on trouva Ahmad Ghavam. Les familles des détenus commencèrent une campagne de propagande contre Tabatabai, le 23 mai 1921 Zia'eddin fut contraint de démissionner sous la pression d'Ahmad Shah. Le 24 mai 1921, la plupart des « prisonniers politiques », dont Ghavam, étaient à nouveau libre.

### Gouvernement (1921-1922)

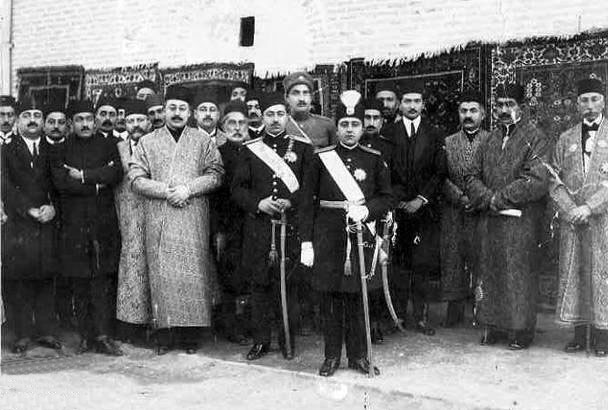
Le cabinet ministériel de Ghavam os-Saltaneh, en 1921. Reza Khan est le plus grand, derrière. Ahmad Shah est au centre et Ghavam porte un manteau

Le 28 mai, Ahmad Schah envoya son chef du protocole à la prison d'Eschratabad pour chercher Ghavam. Il lui a offert le poste de premier ministre, ce que Ghavam accepta immédiatement . Dans le cabinet de Ghavam, on trouve Reza Khan, plus tard Reza Shah, comme ministre de la Guerre et Mohammad Mossadegh en tant que ministre des Finances. Ghavam a annoncé une série de réformes, la mise en place d'un nouveau système juridique, la levée des droits de cession et l'embauche d'experts étrangers pour consolider les finances publiques. Après le traité anglo-iranien de 1919 n'ait pas été ratifiée par le Parlement, la demande d'accords de prêts au gouvernement britannique ne saurait avoir lieu, et le souci de Ghavam fut la sécurisation des recettes perçues par le gouvernement. Reza Khan commença une réforme militaire, qui devait fusionner les trois formations militaires différentes de l'Iran, la brigade cosaque persane, la gendarmerie persane et les restes de l'armée régulière. Pour la formation, les uniformes, l'armement uniforme et des rémunérations régulières, Ghavam dû trouver des ressources financières considérables. Tout d'abord Ghavam se tourna vers le gouvernement américain, qui accepta d'envoyer des experts financiers à l'Iran. Sur demande de Ghavam Morgan Shuster fut recruté pour représenter les intérêts financiers de l'Iran aux États-Unis . Le 24 janvier 1922 cependant, Ghavam perdit le soutien du Parlement et a démissionné.

### Gouvernement (1922-1923)
Cependant, le nouveau premier ministre Hassan Pirnia ne dura pas longtemps et dû démissionner le 25 mai 1922, remplacé par Ahmad Ghavam à nouveau premier ministre. Le cabinet Ghavam s'occupa d'événements aussi importants que de la défaite du mouvement séparatiste du colonel Pesyans, grâce à la force militaire de Reza Khan, la réorganisation des finances et de la fiscalité iranienne, qui fut lancée avec le soutien des experts financiers américains comme Arthur Millspaugh. Il démissionne de nouveau en janvier 1923, remplacé par Hassan Mostowfti.

### Exil (1923-1942)
En octobre 1923, il est accusé d'avoir planifié un attentat contre le ministre Guerre Reza Khan. Il s'agissait probablement d'un complot ourdi par Reza Khan pour éloigner son seul rival potentiel, Ghavam, car le ministre de la guerre lorgnait le trône de Paon depuis le départ d'Ahmad Shah du pays. Ghavam quitta alors l'Iran après intervention d'Ahmad Chah, qui fait cesser la persécution, et partit en Europe. En 1930, il rentra en Iran, ce qu'accepta le nouveau chah, Reza Khan devenu Reza Chah en 1925, mais à condition que Ghavam reste en exil sur ses terres et s'abstienne de toute activité politique.
En septembre 1941, l'Iran, qui a refusé d'expulser les ressortissants allemands et italiens, est envahi par le Royaume-uni et l'URSS. Reza Chah, après quelques vaines tentatives de résistances, comprend que la situation est grave et que l'intégrité territoriale est en jeu. Le Premier ministre Ali Mansour ayant une efficacité très relative, Reza Chah consulta beaucoup pour le remplacer. Il pensa même à rappeler Ghavam, mais ce dernier se trouvant en exil au nord du pays, le temps qu'il arrive dans la capitale les Alliés l'aurait déjà investie. L'idée est alors abandonnée.

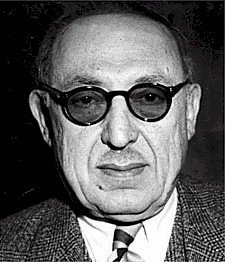
Ahmad Ghavam

### Gouvernement (1942-1943)
Après la démission forcée de Reza Chah avec l'invasion de l'Iran, Ghavam redevint Premier Ministre sous Mohammad Reza Chah en 1942 . Sous la pression des forces d'occupation britanniques Ghavam fut contraint de démissionner et remplacé par Ali Soheili peu après. Ghavam était pourtant considéré comme pro-britannique. En décembre 1942, les forces d'occupation britanniques et soviétiques furent renforcés avec les troupes américaines pour prendre en charge le transport des marchandises militaires jusqu'à l'Union soviétique à travers le corridor Perse, ce qui a encore alimenté la montée des tensions entre les puissances occupantes et le peuple iranien. Ghavam ne tint que 5 mois en fonction, en raison de la pression politique intérieure croissante, et Soheili redevint premier ministre le 14 février 1943 à nouveau pour le demeurer jusqu'au 27 mars 1944.

### Gouvernement (1946-1947)

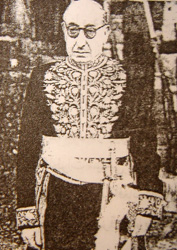
Ahmad Ghavām en costume de cour

Le plus grand défi en tant que Premier ministre eut toutefois lieu après la fin de la Seconde Guerre mondiale avec la crise irano-soviétique en mars 1946. Joseph Staline refusait de réduire les forces d'occupation soviétiques six mois après la fin de la guerre, ce qui était pourtant spécifié dans l'accord avec l'Iran et l'accord tripartite du Royaume-Uni. Ghavam se rendit à Moscou pour négocier directement avec Staline.  Si rien ne filtra officiellement de ce qu'ils se sont dit, et bien que Ghavam soit reçu avec les égards, il semble que les deux hommes aient convenu d'un marché : l'Union Soviétique cessera d'appuyer les deux régimes séparatistes, et Ghavam ira faire réviser la loi pétrolière pour permettre à l'URSS d'obtenir des exploitations pétrolières en Iran. Après cela, le président américain Harry S. Truman estima que Staline avait exercé des pressions justifiant que les États-Unis renforcent leur présence militaire en Iran. Également pour éviter un affrontement militaire, Staline retira les troupes russes de l'Iran et les régimes séparatistes tombèrent. Cependant, le parlement iranien refusa le retrait des troupes russes à l'instigation de Ghavam jusqu'à la confirmation du contrat conclu avec le contrat de concession de l'Union soviétique, de sorte qu'elle n'est acquis aucune validité juridique et soit donc rejetée. Ghavam avait remporté une grande victoire diplomatique. Il avait libéré l'Iran de l'occupation russe, sans avoir à ne pas respecter ses engagements envers la Russie.

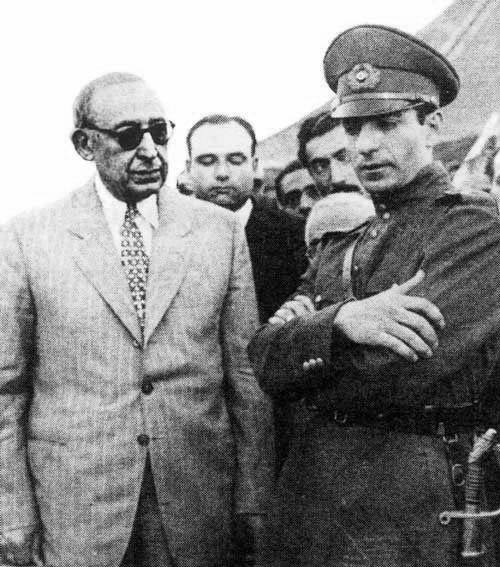
Le Shah d'Iran et Ghavam os-Saltaneh lors de la crise d'Azerbaïdjan en 1946

Avec la fin de la crise iranienne a commencé une nouvelle ère dans la politique iranienne. Le temps de l'ingérence russe et britannique appartenait au passé. L'Iran commença une coopération intensive avec les États-Unis qui devait durer jusqu'en 1979.

### Années en France (1947-1952)
Après sa démission en tant que Premier ministre, Ghavam quitta l'Iran et se rendit à Paris. Le chah jalousait le rôle pivot qu'il avait eu dans la crise d'Azerbaïdjan et tenta rapidement de s'attribuer tous les mérites, tandis que la cour, où Ghavam n'était guère apprécié, ne cessa d'intriguer contre lui et de le discréditer. En 1952, cinq ans plus tard, il revint en Iran. Mohammad Mossadegh, en tant que premier ministre, avait provoqué une crise internationale (crise d'Abadan), et pour mettre fin à la crise, Mohammad Reza Chah convoqua Ghavam à nouveau comme premier ministre, après que Mossadegh ait soudainement présenté sa démission le 16 juillet 1952.

### Gouvernement (1952)
La durée du mandat de Ghavam ne devait prendre que six jours. Les partisans de Mossadegh appelèrent le 21 juillet pour une journée de « résistance nationale » et organisèrent une manifestation de masse. Ghavam envoya la police et l'armée contre les manifestants. À la fin de la journée, on dénombra 36 manifestants morts. Ghavam annonça sa retraite et Mossadegh était de retour en fonction. Après que le Parlement ait déclaré les morts en martyrs, un tribunal spécial mis en place par Mossadegh, qui devait enquêter sur la mort de manifestants dû traduire les responsables en justice. Aussi Ghavam fut convoqué, mais n'assista pas à son procès en raison de son âge et de sa santé.

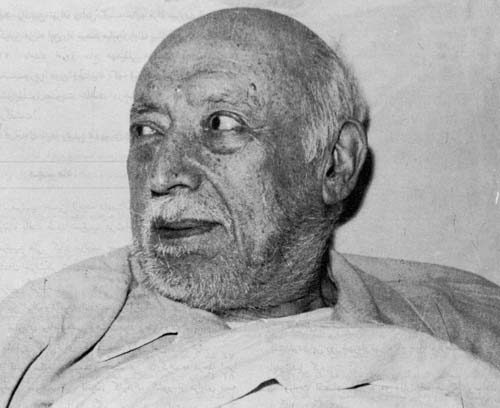
Ghavam en 1955

## Fin de vie
Ghavam était un homme brisé. Il n'avait pas imaginé que sa longue carrière politique puisse finir ainsi. Mossadegh revenu au pouvoir laissa ses partisans se déchaîner contre lui, bien qu'il finisse par freiner le mouvement, peut-être en souvenir du temps où il était ministre en même temps que son parent éloigné. La maison de Ghavam fut cependant incendiée par les émeutiers, et son épouse se réfugia chez la veuve du prince Abdol Hossein Farmanfarma. Trois ans et deux jours après cette infâmie, Ghavam mourut le 23 juillet 1955, à 78, 79, 80 ou 82 ans. Il avait connu un certain répit dans la persécution : l'arrivée au pouvoir du général Zahedi, un de ses anciens lieutenants lors de la crise irano-soviétique, en août 1953 après l'opération Ajax lui permit de retrouver tous ses biens, pour la plus grande frustration de la cour. Mais quand il mourut, Zahedi ayant quitté le pouvoir depuis avril 1955, il ne reçut pas de funérailles nationales.

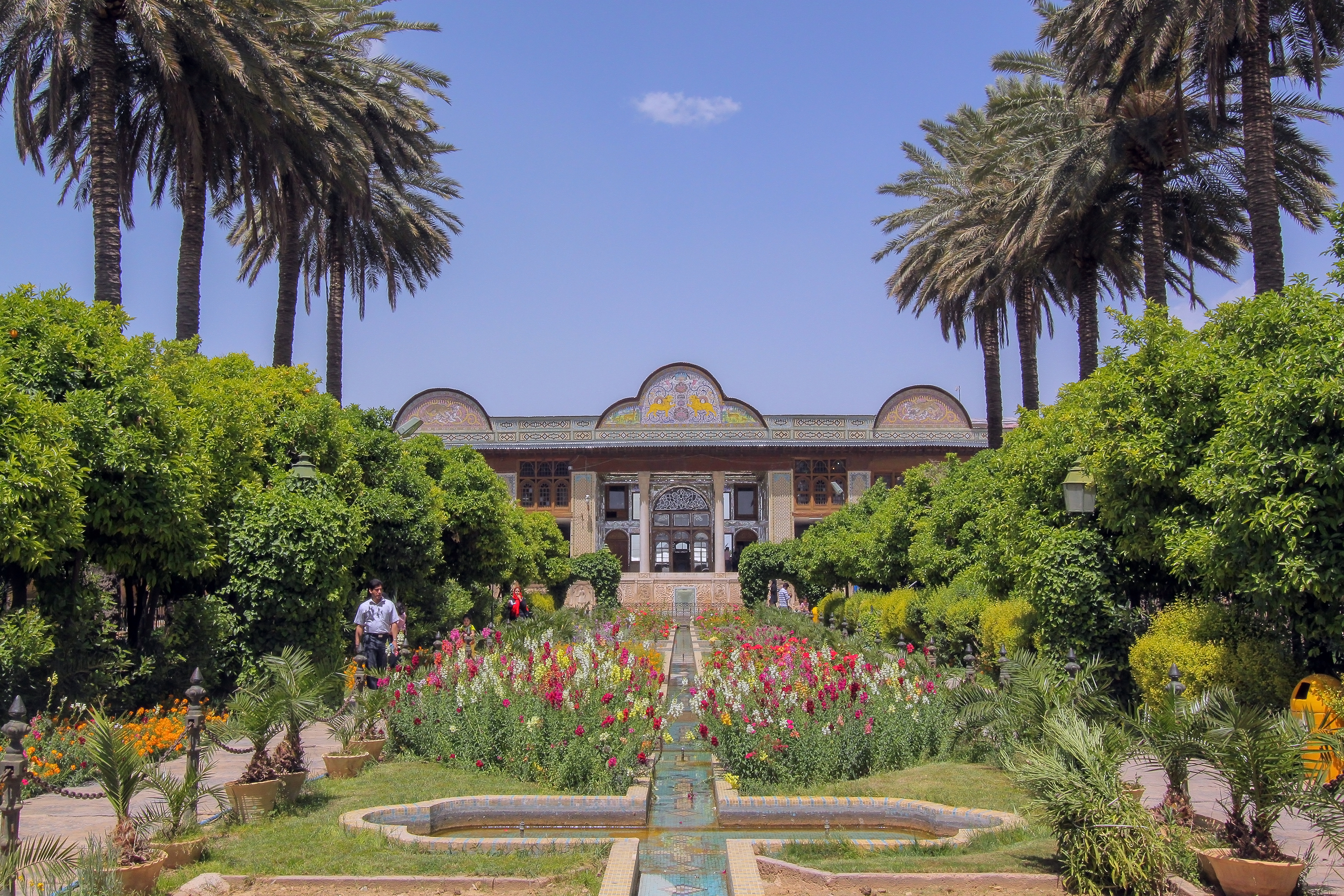
Ancienne maison de Ghavam os-Saltaneh, devenue le musée du verre et de la céramique de Téhéran, en 2010.

## Héritage
Après sa mort, sa maison privée, plutôt un palais et entourée d'un jardin de 7 000 m2, fut vendue à l'Égypte comme la résidence de l'ambassadeur. Après la rupture des relations diplomatiques avec l'Égypte, la maison fut transformée en musée du verre et de la céramique d'après une idée de l'impératrice Farah, mais elle n'ouvrit qu'après la Révolution Islamique, en 1980. Aujourd'hui, elle est l'une des attractions de Téhéran. Avant la chute des Pahlavi, son héritage fut constamment obnubilé par la volonté de Mohammad Reza Chah, qui semblait le détester et le trouver gênant, même mort : Houchang Nahavandi, co-auteur d'une biographie du chah et également ministre avant la révolution de 1979, rapporte que, pendant les travaux de la maison de Ghavam pour en faire un musée, au printemps 1978, alors qu'il marchait avec le chah qui avait accepté d'inaugurer le musée quand il serait fini, il évoqua la présence d'une plaque commémorative rappelant l'ancienne appartenance de la bâtisse à Ghavam. Le chah changea brusquement d'attitude et fusa : « Jamais de la vie ! »
Après l'avènement de la république islamique d'Iran, le nouveau régime révisant profondément l'historiographie de son pays, on reconnut un certain mérite national, dans la crise d'Azerbaïdjan surtout. On évite cependant de rappeler qu'il fut le premier à parler de « la maudite alliance du rouge et du noir », terme désignant l'alliance contre-nature pour lui des communistes, des religieux et de leurs forces pour abattre le régime impérial - et que le gouvernement continua à utiliser après lui. Son personnage est cependant très détourné dans les productions islamiques actuelles pour en faire surtout un ennemi du chah, à l'instar de Mossadegh .

## Galerie

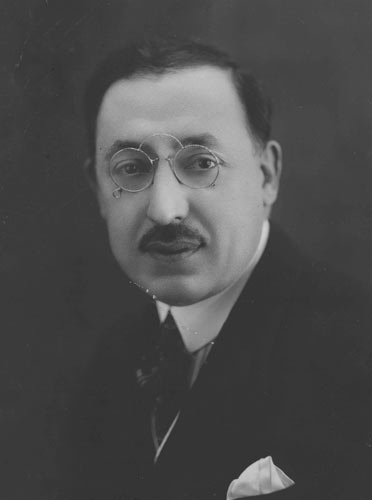
Ahmad Ghavam os-Saltaneh dans les années 1920
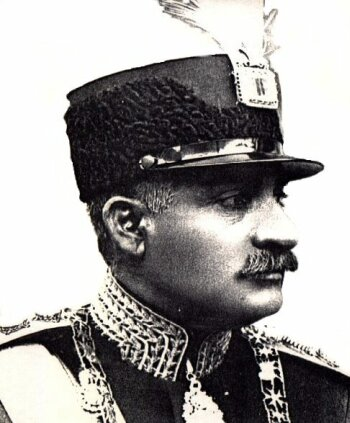
Reza Khan, futur Reza Chah, vers 1925
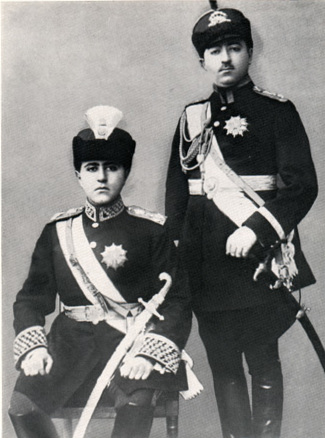
Ahmad Shah Qajar et le prince héritier Mirza
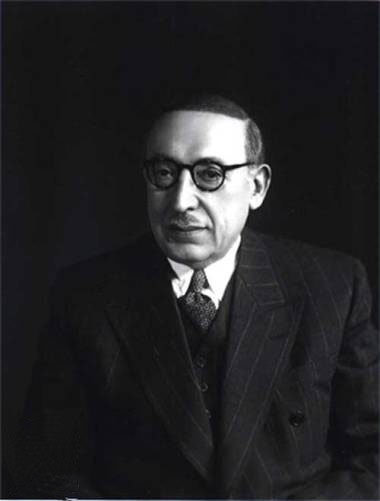
Portrait de Ghavam dans les années 1940
Mohammad Mossadegh dans les années 1950
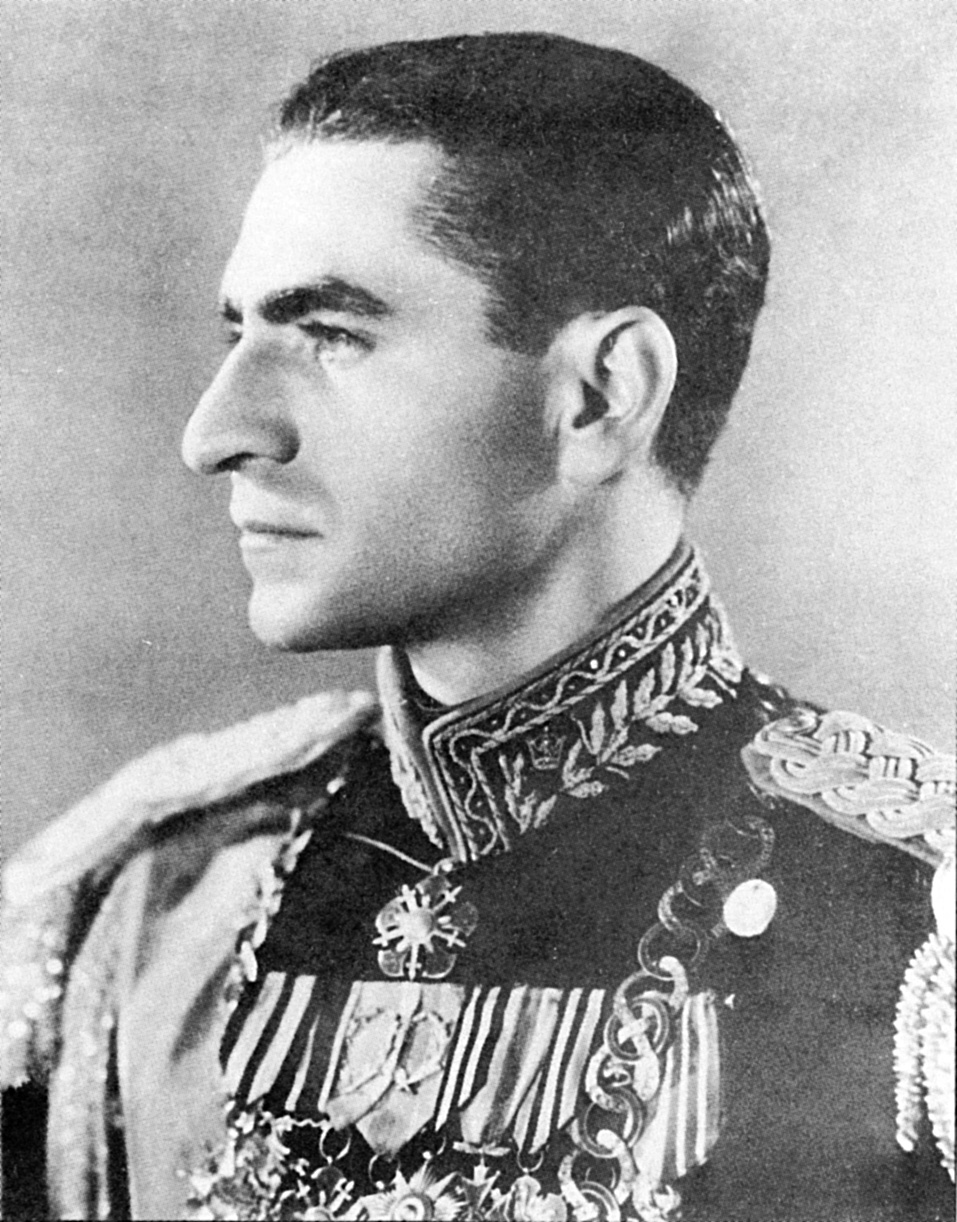
Mohammad Reza Chah dans les années 1940
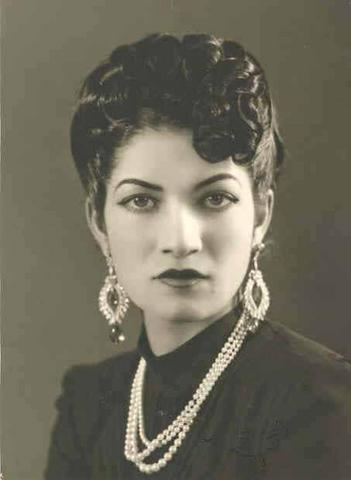
La princesse Ashraf Pahlavi, fille et frère de chah. Elle est l'une des principales ennemis de Ghavam à la cour.